# El Toro Loco

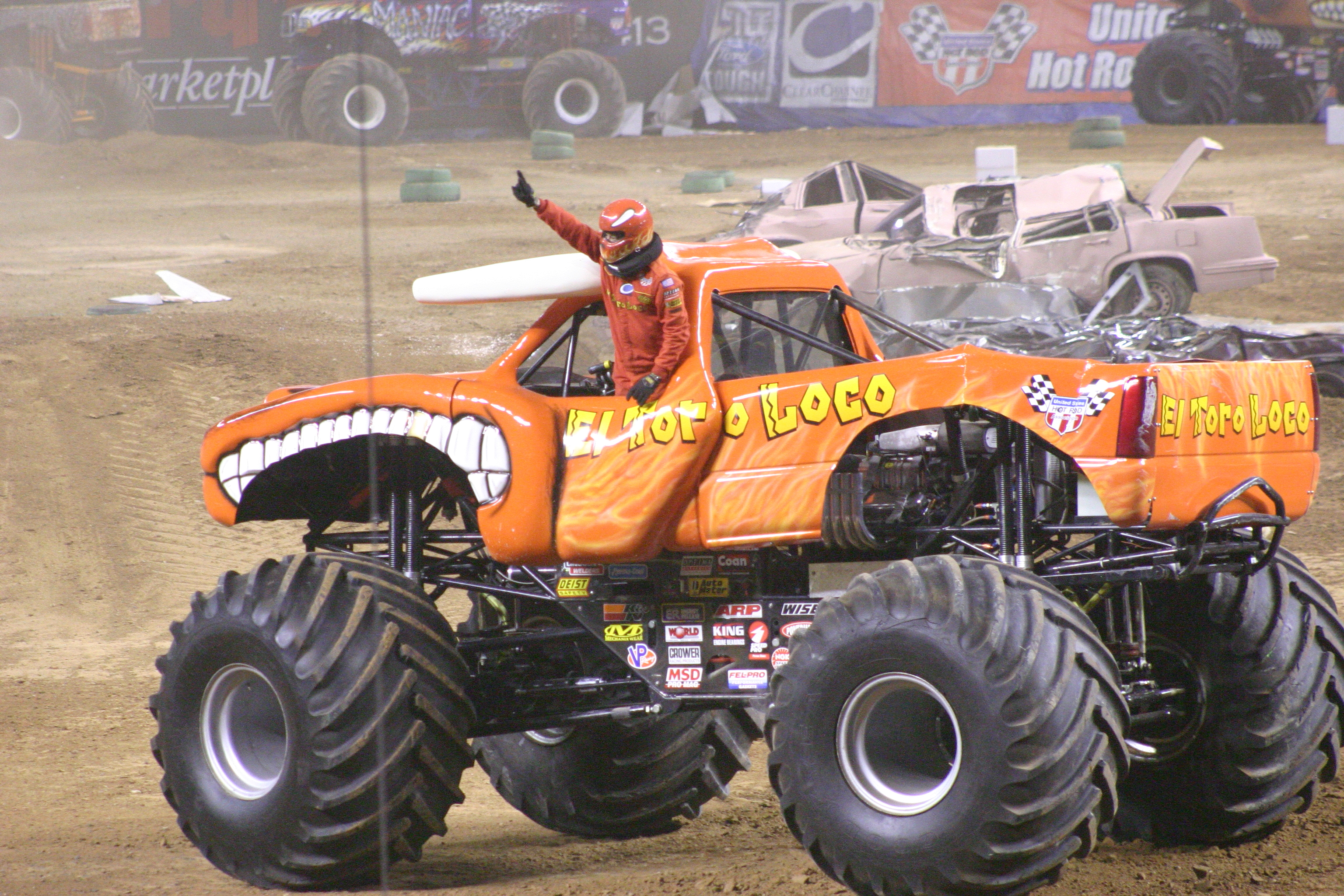
El Toro Loco.

El Toro Loco ("Il toro pazzo") è un team di monster truck che gareggia nella serie USHRA Monster Jam correndo con vari monster truck driver.

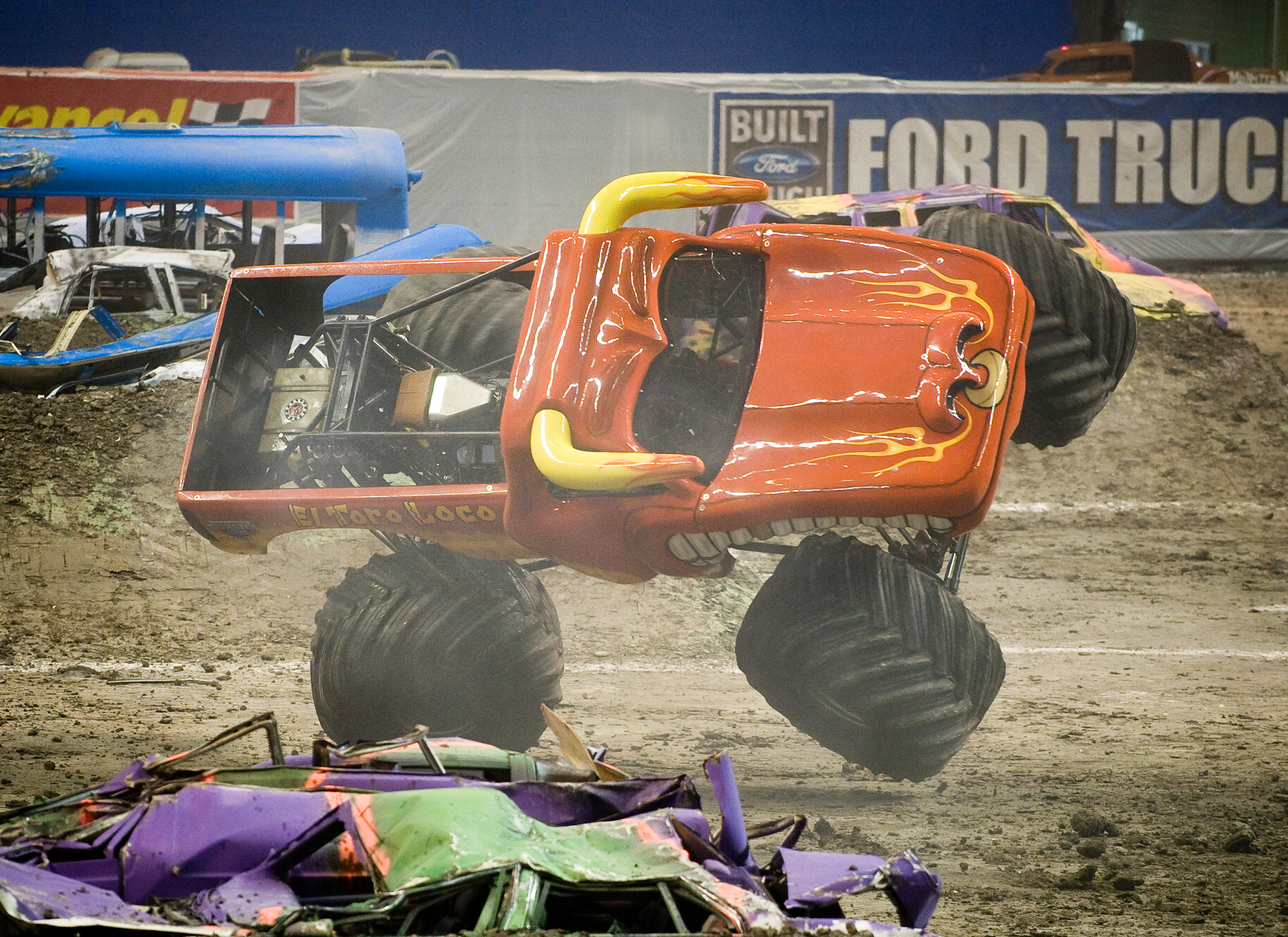
L'El Toro Loco di Lupe Soza in freestyle nel 2009 a San Antonio.

I truck sono riconoscibili dalle corna sul tetto, da non confondere con Bulldozer, a loro molto simile.
Nel 2004, El Toro Loco ha guadagnato il primo posto nel Monster Jam World Finals, (sezione freestyle) insieme a MADUSA e Maximum Destruction, distruggendosi quasi completamente dopo lo scontro con un muro.

## Piloti[1]

### Piloti attuali
- Marc McDonald (dal 2007-2023)
- Chuck Werner (dal 2010-2023)
- Armando Castro (dal 2017)
- Mikey Cahill (dal 2018)
- "Diesel Dave" Kiley (dal 2018)
- Elvis Lainez (dal 2019)
- Brandon Arthur (2023-presente)
- Jamey Garner (2023-presente)

### Piloti passati
- Lupe Soza (2001–09, 2014–15)
- Nathan Weenk (2008)
- Paul Cohen (2008)
- Chris Baker (2009–11)
- Ryan Huffaker (2012)
- Aaron Basl (2012–13)
- Bari Musawwir (2011)
- Joey Parnell (2011)
- Dan Radoni (2013)
- Dan Evans (in una occasione)
- Tristan England (in una occasione)
- Morgan Kane (in una occasione)
- Macey Nitcher (in una occasione)
- Collete Davis (2017)
- Kayla Blood (2016–19)
- Scott Buetow (2019–2020)
- Becky McDonough (2012–2021)
- Mark List (dal 2015)